# Vieillespesse
Vieillespesse là một xã ở tỉnh Cantal, thuộc vùng Auvergne-Rhône-Alpes ở miền trung nước Pháp.

## Dân số
| 1962                                                            | 1968 | 1975 | 1982 | 1990 | 1999 |
| --------------------------------------------------------------- | ---- | ---- | ---- | ---- | ---- |
| 319                                                             | 347  | 317  | 302  | 254  | 248  |
| Nombre retenu à partir de 1968: Population sans doubles comptes |      |      |      |      |      |